# مطار بئر تمادة
قاعدة بير تمادا الجوية  قاعدة مصرية مغلقة حالياً تقع على بعد 100 كم شرق قناة السويس بوسط سيناء بالقرب من طريق «صدر الحيطان - الحسنة» وكانت إحدى أربع قواعد جوية عسكرية في الجبهة المتقدمة لسيناء مع مطار المليز والسر والعريش - وقد قامت القوات الجوية المصرية بتطويرها في أعقاب العدوان الثلاثي واستهدفتها القوات الجوية الإسرائيلية ودمرت ممراتها ومركز قيادتها وأبراج المراقبة ونقاط الدفاع الجوي المحيطة بها خلال حرب 67 في 5 يونيو ضمن العملية موكد كما دمرت كافة الطائرات الحربية المصرية التي كانت رابضة على أرضها.
بعد احتلالها سيناء، أعادت إسرائيل بناء المطار وممراته واستخدمته القوات الجوية الإسرائيلية لأغراض تأمين الجبهة الجنوبية وكقاعدة جوية لإستهداف العمق المصري خلال الفترة من 1968 وحتى 1973 حين استهدفت القوات الجوية المصرية يوم السادس من أكتوبر 1973 المطارات التي إستخدمتها إسرائيل في سيناء (بير تمادا، المليز/بير الجفجافة، رأس نصراني) بالإضافة إلى مركز القيادة والسيطرة الإسرائيلي في أم مرجم خلال العملية بدر وذلك يوم 6 أكتوبر 1973 وتمكنت الضربة من إخراج المطار من الخدمة لفترة طويلة خلال الحرب.
يروى أنه في صباح يوم الخامس من يونيو - حزيران 1967 كان القائد العام للقوات المسلحة عبد الحكيم عامر على متن طائرته من قاعدة ألماظة الجوية بالقاهرة متوجهاً إلى مطار بير تمادا للقاء قادة الجبهة ومسرح العمليات في سيناء والذين تركوا مواقع قيادتهم وتوجهوا بالطائرات المروحية للقاء قائدهم واصطفوا بالفعل على أرض المطار، إلا أن قائد طائرة المشير شاهد الطائرات الإسرائيلية وهي تهاجم المطار فأبلغ قائد القوات الجوية وقتئذ الفريق محمد صدقي محمود فأمرة بالمناورة والعودة إلى مطار القاهرة، وقد كانت تلك الزيارة سبباً في تقييد استخدام وسائل الدفاع الجوي حول المطارات مما جعلها صيداً سهلاً للطائرات الإسرائيلية والتي لم يتم مواجهتها قط.
كان من نتائج اتفاقات كامب دافيد للسلام 1979 أن انسحبت إسرائيل من سيناء خلال عدة مراحل وقد عادت المنطقة (ب) والتي تقع بها القاعدة الجوية إلى السيادة المصرية في المرحلة الثانية في 26 يوليو 1979 إلا أنه نظراً للبروتوكول الخاص بالانسحاب الإسرائيلي وترتيبات الأمن ووفقاً للمادة الثالثة بهذا البروتوكول بألا يتم السماح بإنشاء أو استخدام قواعد جوية عسكرية في المنطقة «ب» والتي تقع بها قاعدة بير تمادا، لذا لم تسخدم القاعدة مرة أخرى منذ ذلك الحين.